# Jugabilidad
La jugabilidad (gameplay en inglés) es un término empleado en el diseño y análisis de juegos que describe la calidad del juego en términos de sus reglas de funcionamiento y de su diseño como juego. Se refiere a todas las experiencias de un jugador durante la interacción con sistemas de juegos.

## Ambigüedad en su definición
El término jugabilidad ha sido bastante ambiguo en su definición. Mientras que la Asociación de Academias de la Lengua Española ha introducido la definición de la palabra en el Diccionario de la lengua española como «facilidad de uso que un juego, especialmente un videojuego, ofrece a sus usuarios», otros autores relacionados con el mundo de los videojuegos han aportado a lo largo de los años otros puntos de vista sobre lo que consideran que es:
- «El conjunto de propiedades que describen la experiencia del jugador ante un sistema de juego determinado, cuyo principal objetivo es divertir y entretener de forma satisfactoria y creíble ya sea solo o en compañía de otros jugadores».[2]
- «Las estructuras de interacción del jugador con el sistema del juego y con otros jugadores en el juego».[3]
- «Uno o más desafíos causalmente vinculados en un ambiente simulado».[4]
- Sid Meier lo ha llegado a definir como «una serie de decisiones interesantes».[5]

## Atributos y propiedades
Para analizar y caracterizar la experiencia del jugador, la jugabilidad posee los siguientes atributos que ayudan a su medida y análisis:
- Satisfacción: agrado o complacencia del jugador ante el videojuego completo o en algunos aspectos concretos de este, como mecánicas, gráficos, sistema interactivo, historia, etc. La satisfacción es un atributo con un alto grado de subjetividad, no solo por lo difícil de medir, sino porque también influyen bastante los gustos y preferencias del jugador. Además, este atributo puede verse afectado, por ejemplo, por el género o tipo de juego (plataformas, aventura de rol, mundo abierto, etc.), el aspecto estético, la historia o simplemente la atracción o cercanía de la temática o estilo del juego sobre el jugador. Para medir la satisfacción necesitamos partir de un contexto de juego determinado: un jugador que juega a un determinado juego con unos dispositivos específicos, en unas determinadas condiciones sociales, en una plataforma de juego concreta, y otros.
- Aprendizaje: facilidad para comprender y dominar el sistema y la mecánica del videojuego, es decir, los conceptos definidos en la jugabilidad y mecánicas de juego, como objetivos, reglas y formas de interaccionar con el videojuego. El aprendizaje muestra la capacidad del videojuego en presentar y transmitir el sistema y la mecánica del juego al jugador y que este, fácilmente pueda llegar a comprenderlos, asimilarlos y dominarlos para poder interactuar de la manera más correcta y precisa posible con el videojuego. Se define la función que representa el conocimiento del jugador sobre el juego a lo largo del tiempo de juego como la curva de aprendizaje.
- Efectividad: tiempo y recursos necesarios para ofrecer diversión al jugador mientras este logra los objetivos propuestos en el videojuego y alcanza la meta final de este. La efectividad del juego muestra el grado de utilización de los recursos para poder envolver al jugador en el juego y hacer que se divierta, es decir, que el juego pueda cumplir con sus objetivos: divertir y entretener a todo jugador que lo juega. Un videojuego efectivo es aquel que es capaz de captar la atención del jugador desde el primer instante, convenciéndole de que siga jugando al juego. A la vez, el juego con alto grado de efectividad debe entretener, incluso llevadas muchas horas de juego.
- Inmersión: capacidad para creerse lo que se juega e integrarse en el mundo virtual mostrado en el juego. La inmersión es la característica del juego relacionada con provocar que el jugador se vea envuelto en el mundo virtual, volviéndose parte de este e interactuando con él. En ese momento el jugador se hace cómplice de la mentira del mundo virtual, haciéndola verdad y produciéndose una inversión de creencia, la cual provoca que el jugador, aunque sepa que a lo que juega es falso, lo tome como algo real y se implique en ello con todas sus habilidades para superar el reto propuesto, estando concentrado o envuelto en la tarea propuesta por el videojuego.
- Motivación: característica del videojuego que mueve a la persona a realizar determinadas acciones y persistir en ellas para su culminación. Para conseguir una buena motivación, el juego debe disponer de un conjunto de mecanismos que generen una perseverancia en la acción por parte del jugador para superar los retos del juego, es decir, se introducen factores que aseguren el mantenimiento de un comportamiento en la apreciación del proceso de juego.
- Emoción: impulso involuntario originado como respuesta a los estímulos del videojuego que induce sentimientos y que desencadena conductas de reacción automática. Los juegos generan distintos estímulos durante la dinámica del juego para desencadenar reacciones involuntarias automáticas y distintos sentimientos y emociones por parte del jugador para modificar su actitud y comportamiento cuando juega: alegría, presión, frustración, miedo, intriga, curiosidad, etc., para construir un universo virtual capaz de conmover, emocionar, hacer sonreír o llorar al jugador si es necesario.
- Socialización: atributos y elementos del juego que fomentan el factor social o la experiencia en grupo, lo cual provoca apreciar el videojuego de distinta manera, gracias a las relaciones que se entablan con otros jugadores o con otros personajes del juego y que complementan las acciones a realizar y los retos a resolver en la dinámica del videojuego. La socialización de un juego permite a un jugador tener una experiencia de juego totalmente distinta cuando juega un juego solo o en compañía de otros jugadores y fomenta nuevas relaciones sociales interactuando con ellos, ya sea de manera competitiva, colaborativa o cooperativa. Por otro lado, la socialización también está presente en cómo se proyectan las relaciones sociales que tenemos con el grupo en los personajes del videojuego, como puede ser el contexto en el que se realiza el juego, para obtener información, pedir ayuda, negociar en la compra/petición de objetos, la implicación de otros personajes o si les beneficia que el jugador cumpla los objetivos del juego.

## Facetas de la jugabilidad
El análisis de un videojuego es un proceso lo suficientemente complejo como para necesitar descomponerlo sobre la base de diferentes puntos de vista. Las Facetas de la Jugabilidad permiten identificar más fácilmente los distintos atributos de la jugabilidad y su relación con los distintos elementos de un videojuego. Las facetas de la jugabilidad son las siguientes:
- Jugabilidad intrínseca: es la jugabilidad medida en la propia naturaleza del juego y cómo se proyecta al jugador. Está ligada al diseño de la jugabilidad y a la implementación de la mecánica de juego, analizando cómo se representan las reglas, objetivos, ritmo y mecánica del videojuego.
- Jugabilidad mecánica: es la jugabilidad asociada a la calidad del videojuego como sistema software. Está ligada al motor de juego, haciendo hincapié en características como la fluidez de las escenas cinemáticas, la correcta iluminación, sonido, movimientos gráficos y comportamiento de los personajes del juego y del entorno, sin olvidar los sistemas de comunicación en videojuegos multijugador.
- Jugabilidad interactiva: es la faceta asociada a todo lo relacionado con la interacción con el usuario, diseño de la interfaz de usuario, mecanismos de diálogo y sistemas de control. Está fuertemente unida a la interfaz de juego.
- Jugabilidad artística: asociada a la calidad y adecuación artística y estética de todos los elementos del videojuego a la naturaleza de este. Entre ellos estarán la calidad gráfica y visual, los efectos sonoros, la banda sonora y melodías del juego, la historia y la forma de narración de ésta, así como la ambientación realizada de todos estos elementos dentro del videojuego.
- Jugabilidad perceptiva o simplemente jugabilidad personal. Esta visión tiene como objetivo la percepción que tiene el propio usuario del videojuego y los sentimientos que a este le produce. Alto valor subjetivo.
- Jugabilidad interpersonal o jugabilidad en grupo. Muestra las sensaciones o percepciones de los usuarios, y la conciencia de grupo, que aparecen cuando se juega en compañía ya sea competitiva, cooperativa o colaborativamente.

Se puede entonces deducir, a la vista de lo anterior, que la jugabilidad de un juego viene dada como el valor de cada uno de los atributos en las distintas facetas presentadas y que se debe ser lo más adecuado posible para que las experiencias/sensaciones del jugador a la hora de jugarlo sean las mayores posibles y las más adecuadas a la naturaleza del propio videojuego.

## Jugabilidad y su importancia en videojuegos
Surgido junto con las teorías de diseño de juegos en los años 1980, el término jugabilidad era usado solamente en el contexto de los videojuegos, aunque ahora por su popularidad ha comenzado a verse el uso en la descripción de otras formas de juegos más tradicionales (como los juegos de mesa).
A la hora de analizar la jugabilidad, no se tienen en cuenta factores como la calidad técnica de los gráficos o el sonido; únicamente se presta atención a las mecánicas del juego y la experiencia del jugador. La jugabilidad tiene que ver con el diseño del juego, y no con su implementación (ya sea mediante software o imprimiendo planchas de cartas).
Un juego con una buena jugabilidad sería aquel que durante su transcurso exhibe un conjunto de reglas y mecánicas que vayan parejas al tema (o ambientación), y, además, sean divertidas (obsérvese lo ambiguo de esto último). Las reglas del juego definen su mecánica, es decir: a qué se juega (cuáles son los objetivos) y cómo se juega (cómo lograrlos).
Una regla de juego es, sencillamente, una condición que provoca una acción; mediante las reglas, se define la interactividad del juego, que es el conjunto de decisiones que puede tomar un jugador para afectar al estado del juego (los juegos pueden definirse como máquinas de estados).[cita requerida]
Así, el diseñador ha de plantear las tomas de decisiones que ofrezca el juego de manera que estas se encuentren equilibradas: que sean complejas, para retar al jugador, pero intuitivas y cómodas al manejo para no agobiar al jugador, además de hacer que esos retos sean satisfactorios (esto es, que exista una recompensa proporcional a lo difícil del reto).
Un montón de pequeños detalles influyen en la buena o mala jugabilidad de un juego. Cabe destacar que la misma no es afectada por la generación a la que pertenezca el juego ni por lo avanzado de las tecnologías empleadas, sino por la calidad y empeño que los diseñadores hayan puesto en la creación del juego.